# Sheldon Adelson

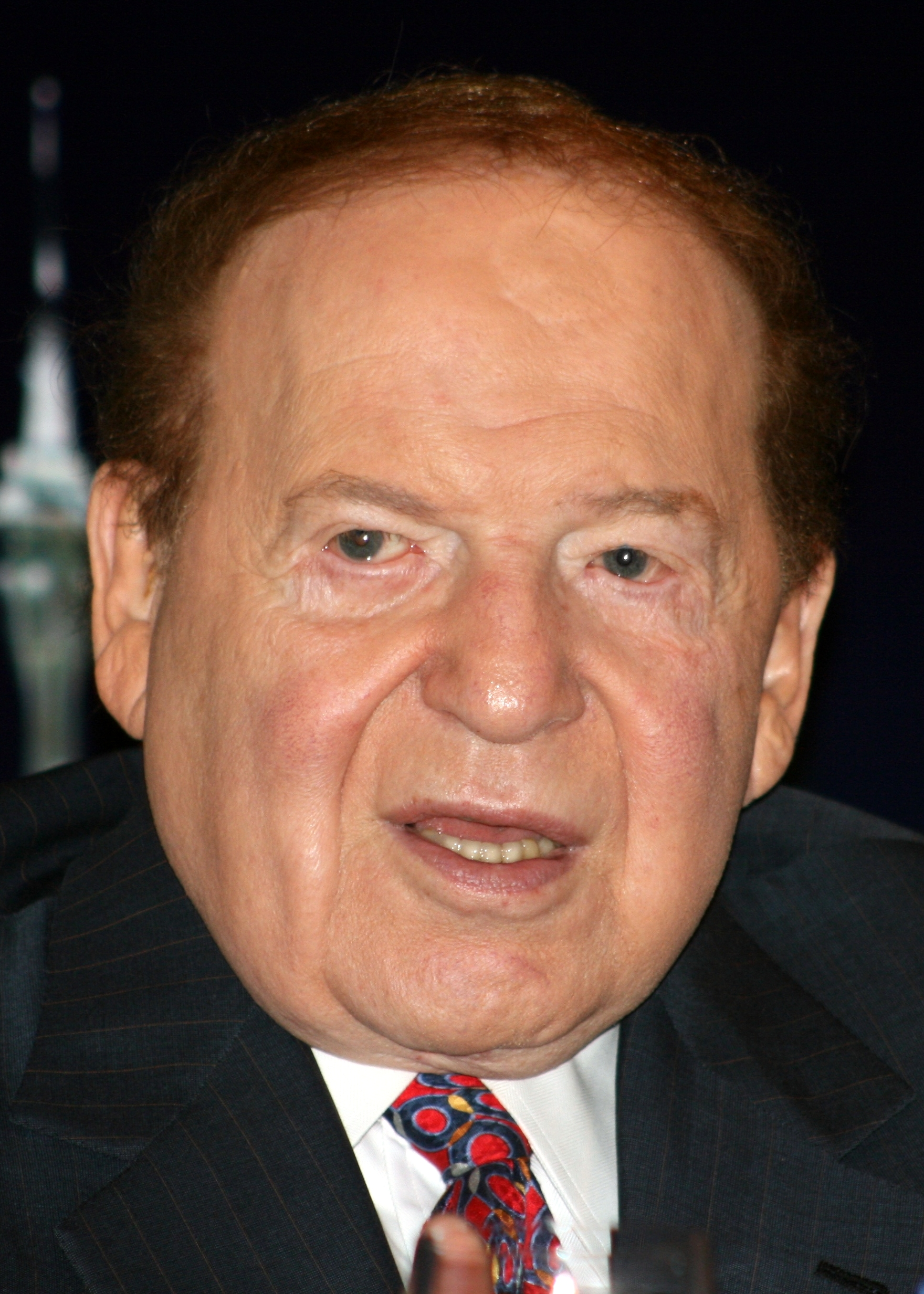
Sheldon Adelson (2010)

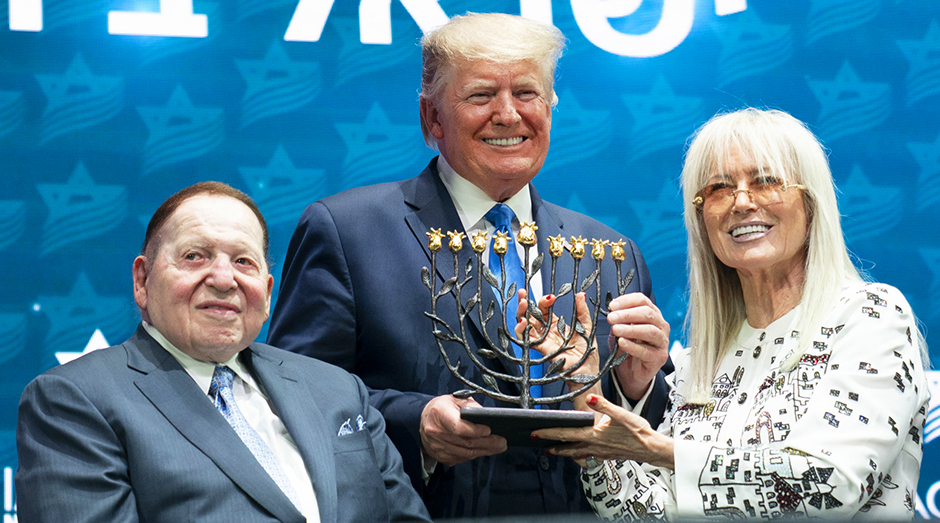
Adelson 2019 mit seiner Frau Miriam Adelson und US-Präsident Trump

Sheldon Gary Adelson (* 1. August 1933 in Boston, Massachusetts; † 11. Januar 2021 in Malibu, Kalifornien) war ein US-amerikanischer Unternehmer, der insbesondere in der Glücksspiel- und Immobilienbranche in Las Vegas erfolgreich war. Er war u. a. Besitzer der Las Vegas Sands Corporation und brachte es mit einem Vermögen von rund 33,5 Milliarden US-Dollar zuletzt (2020) bei der Forbes-Liste der reichsten Menschen der Welt auf den 28. Platz. Neben verschiedenen wohltätigen Organisationen unterstützte er auch die Republikanische Partei und Donald Trump mit Wahlkampfspenden in dreistelliger Millionenhöhe.

## Leben

### Jugend
Adelson wurde als Sohn jüdischer Einwanderer in Boston geboren. Seine Familie wanderte aus dem Russischen Reich in die Vereinigten Staaten ein; die Mutter stammte aus der Ukraine, der Vater aus Litauen. Als Jugendlicher arbeitete er als Zeitungsausträger und Verkäufer.

### Geschäftstätigkeit
Nach Tätigkeiten als Immobilienkreditvermittler, Anlage- und Finanzberater gründete Adelson mit Partnern 1979 die Computermesse COMDEX. 1988 kaufte Adelson das Sands Hotel und Casino in Las Vegas. Im folgenden Jahr baute er das Sands Expo and Convention Center, das bis heute einzige in Privatbesitz befindliche und privat betriebene Messegelände der Vereinigten Staaten.
1995 verkaufte er die COMDEX an die Softbank Corporation aus Japan für einen Preis von 860 Millionen US-Dollar, seit 2004 fand die Messe nicht mehr statt. Bei der Hochzeitsreise mit seiner Frau Miriam 1991 nach Venedig kam Adelson die Idee zum Bau eines Hotel-Resorts. Diese Idee verwirklichte er noch im gleichen Jahr und baute für 1,5 Milliarden US-Dollar das Venetian Resort Hotel. Das Luxushotel wurde mit mehreren Architekturpreisen ausgezeichnet.
Im Mai 2004 eröffnete das „Sands Macau“, ein Hotel mit Casino in Macau. Es ist das erste im Las-Vegas-Stil in der Volksrepublik China. Am 26. Mai 2006 erhielt Adelson die Lizenz zum Bau des 2,4 Milliarden US-Dollar teuren Venetian Macau Resort Hotel in Macau, das am 28. August 2007 eröffnete. 2010 eröffnete das Marina Bay Sands in der Marina-Bucht von Singapur.
2006 gründete Adelson gemeinsam mit dem israelischen Unternehmer Schlomo Ben-Zwi, der als Herausgeber fungierte, die Gratiszeitung Israeli mit dem Ziel, ein Gegengewicht zu der ihrer Meinung nach linkslastigen israelischen Medienlandschaft zu schaffen. Bereits nach 18 Monaten endete das gemeinsame Engagement durch eine Meinungsverschiedenheit, und Adelson stieg aus dem Projekt aus. Im selben Jahr unterbreitete er ein erfolgloses Angebot, um eine Mehrheitsbeteiligung an der israelischen Zeitung Maariw zu erwerben. Er beschloss daher, seine eigene Zeitung zu gründen. Am 30. Juli 2007 wurde die erste Ausgabe von Israel HaYom (deutsch: Israel Heute) veröffentlicht. Mitte 2010 erlangte die Gratiszeitung in Israel einen Leseranteil von mehr als 35 % und löste Jedi’ot Acharonot als meistgelesene Zeitung ab.
2010 plante Adelson den Bau eines Eurovegas in Spanien mit zwölf Hotels, sechs Spielkasinos, mehreren Restaurants, einem Golfplatz, einem Sportstadion und einem Investitionsvolumen von 16,9 Milliarden Euro. Im September 2013 fiel die Standortwahl dafür auf Alcorcón bei Madrid, doch im Dezember 2013 gab Las Vegas Sands das Engagement auf.
Ende 2015 erwarb Adelson eine der beiden großen Tageszeitungen in Las Vegas, das Las Vegas Review-Journal. Der Kauf wurde zunächst geheim gehalten. Nach dem Kauf verließen der Herausgeber Mike Hengel sowie der Kolumnist John L. Smith die Zeitung. Smith wurde von Adelson im Jahr 2005 wegen einer Passage in einem von ihm verfassten Buch verklagt, gewann den Prozess, musste aber anschließend Bankrott anmelden. Nach seinen Angaben untersagte ihm der neue Herausgeber weitere Berichte über Adelson sowie Steve Wynn, einen anderen Kasinobetreiber.

### Politik

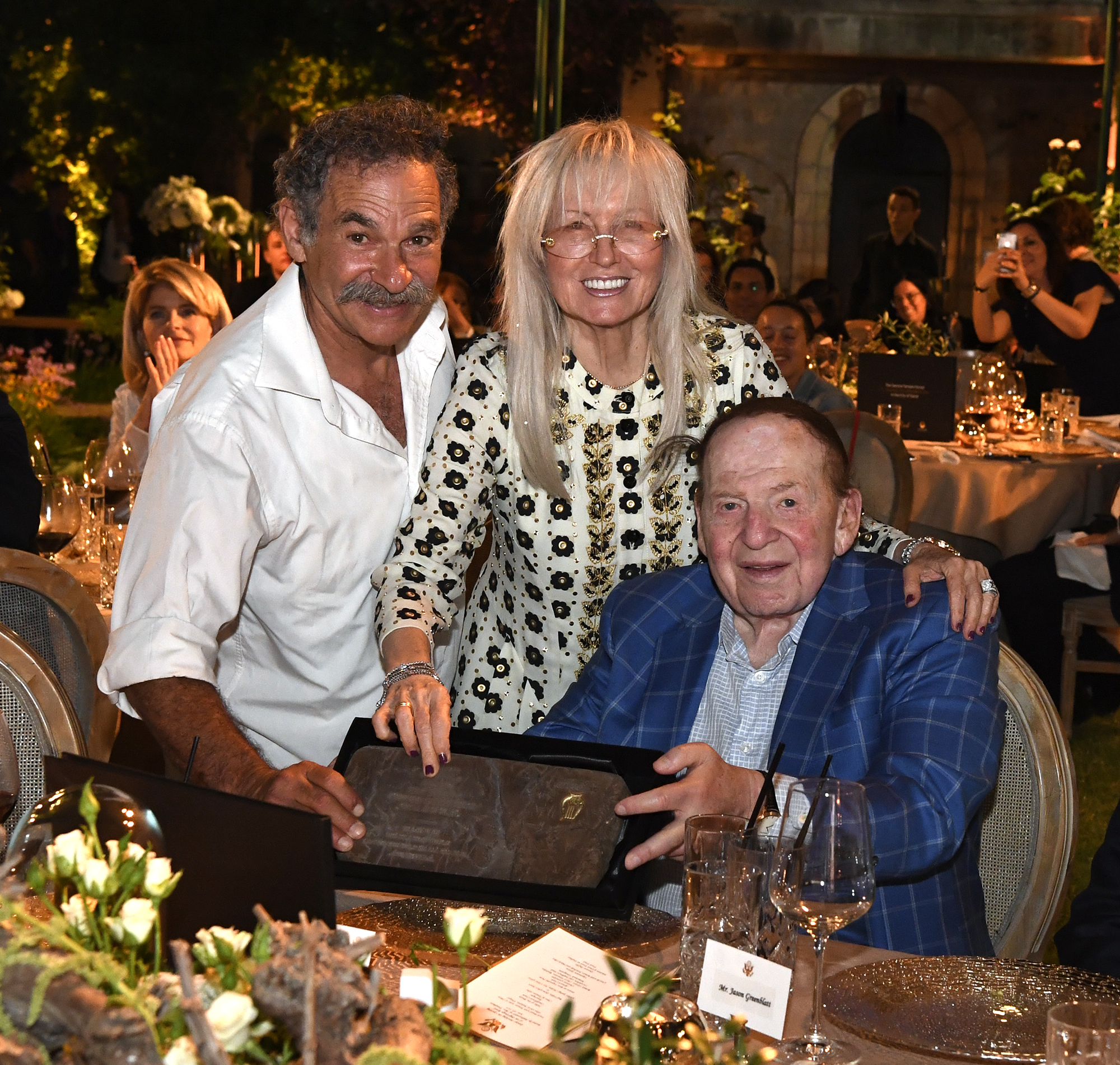
Sheldon mit Ehefrau Miriam während der Einweihung der unterirdischen »Pilgerpfades in der Davidsstadt« in Ostjerusalem, an der auch US-Botschafter David M. Friedman und Jason Greenblatt, der US-Sondergesandte für den Nahen Osten, teilnahmen (30. Juni 2019)

Adelson stand der Republikanischen Partei nahe und war einer ihrer Großspender: so unterstützte er zum Beispiel 2005 die Wiederwahlkampagne von George W. Bush mit 250.000 US-Dollar. Der größte Anteil der 30 Millionen US-Dollar, die der kurzlebige Thinktank Freedom’s Watch im amerikanischen Präsidentschaftswahlkampf 2008 ausgab, um den Einfluss von George Soros und demokratischen Lobbyverbänden einzudämmen, stammte ebenfalls von Adelson.
Adelson unterstützte die These Newt Gingrichs, dass die Palästinenser angeblich „ein erfundenes Volk“ seien. Newt Gingrich erhielt von Adelson und dessen Frau Miriam für seine erfolglose Bewerbungskampagne als Präsidentschaftskandidat der Republikanischen Partei im Januar 2012 rund 15 Millionen US-Dollar Spendengelder.
Adelson spendete zusammen mit seiner Frau sowohl 2012 als auch 2016 jeweils mehr als 100 Mio. Dollar an republikanische Kandidaten.
Im US-Wahlkampf 2012 zählte Adelson zu den größten Geldgebern und Unterstützern des republikanischen Präsidentschaftsbewerbers Mitt Romney und begleitete diesen auf seiner Reise nach Israel. Adelson erklärte öffentlich, dass er bis zu 100 Millionen US-Dollar aus seinem Privatvermögen dafür ausgeben wolle, die Wiederwahl des demokratischen Amtsinhabers Barack Obama zu verhindern.
Bei den Präsidentschaftswahlen 2016 unterstützte Adelson Donald Trump mit 25 Mio. Dollar, womit er der größte Einzelspender Trumps war. Für die Feierlichkeiten zu dessen Amtseinführung spendete Adelson weitere 5 Millionen US-Dollar.
Bei den Präsidentschaftswahlen 2020 und den Vorwahlen dazu spendete Adelson zusammen mit seiner Frau dann für das Trump-Lager weitere 90 Mio. US-Dollar.

### Karitatives Engagement
Adelson spendete 25 Millionen US-Dollar für den Bau einer High School in Las Vegas. 2006 spendete er 25 Millionen US-Dollar für die Holocaust-Gedenkstätte Yad Vashem. Seit 2007 unterstützte Adelsons Familienstiftung das Jugendprojekt Birthright Israel mit 140 Millionen US-Dollar. Adelson gründete mit seiner Frau die Dr. Miriam and Sheldon G. Adelson Medical Research Foundation, die u. a. mit 7,5 Millionen US-Dollar ein Forschungsprogramm zur neurologischen Rehabilitation an zehn Universitäten unterstützt.

### Privates
Adelson war in erster Ehe mit Sandra Adelson verheiratet, die nach ihrer Scheidung verstarb. Beide hatten drei Adoptivkinder; einer der Söhne starb 2005 an einer Überdosis Drogen. Ab 1991 war er in zweiter Ehe mit der israelischen Medizinerin Miriam Adelson (geborene Farbstein, verwitwete Ochshorn) verheiratet, mit der er zwei Kinder hatte.
2020 erwarb Adelson den Wohnsitz des US-Botschafters in Israel in Herzlia Pituach bei Tel Aviv, der trotz Verlegung der Botschaft nach Jerusalem vorerst weiter dort residiert.
Eine Untersuchung aus dem Jahr 2021, in welcher der CO2-Fußabdruck von 20 bekannten Milliardärinnen und Milliardären abgeschätzt wurde, kommt zum Schluss, dass Adelson im Jahr 2018 durch seinen Lebensstil (inkl. Wohnsituation, Yachtreisen, Reisen im Privatjet) fast 12.000 Tonnen CO2e freisetzte, womit er in der Liste auf Platz 3 lag. Dies entspricht dem CO2-Fußabdruck mehrerer Hundert wohlhabender Menschen.
Adelson starb im Januar 2021 im Alter von 87 Jahren an Komplikationen eines Non-Hodgkin-Lymphoms. Beigesetzt wurde er auf dem Jüdischen Friedhof am Ölberg in Jerusalem.